# Vladimir Yumin
Vladimir Yumin (Omsk, Unión Soviética, 18 de diciembre de 1951-Kaspisk, 4 de marzo de 2016) fue un deportista soviético especialista en lucha libre olímpica donde llegó a ser campeón olímpico en Montreal 1976.

## Carrera deportiva
En los Juegos Olímpicos de 1976 celebrados en Montreal ganó la medalla de oro en lucha libre olímpica de pesos de hasta 57 kg, por delante del luchador alemán Hans-Dieter Brüchert (plata) y del japonés Masao Arai (bronce).